# Бубнов, Степан Кузьмич
Степа́н Кузьми́ч Бу́бнов (27 декабря 1917 — 12 июля 1996) — советский и российский актёр театра и кино, заслуженный артист РСФСР (1967).

## Биография
Степан Кузьмич Бубнов родился 27 декабря 1917 года в деревне Суково Коломенского уезда Московской губернии.
В 1941—1944 — участник Великой Отечественной войны.
В 1944—1945 годах — артист Ансамбля НКВД СССР.
В 1945—1947 годах — реставратор.
В 1947—1950 годах — актёр Московского Камерного театра.
С 1950 года — актёр Московского драматического театра имени А. С. Пушкина.
Периодически снимался в кино. Работал на озвучивании фильмов и мультфильмов, участвовал в записи постановок для радио и грампластинок.
Умер 12 июля 1996 года. Похоронен на Введенском кладбище (6 уч.).

## Творчество

### Роли в театре
- 1950 — «Из искры» Ш. Н. Дадиани, Режиссер: В. В. Ванин — Вартан, грузчик-армянин; (премьера — 21 октября 1950)
- 1950 — «Джон — солдат мира» Ю. В. Кроткова, Режиссер: В. В. Ванин — Марвин Вильямс
- 1950 — «Аленький цветочек» С. Т. Аксакова, Режиссер: Леонид Лукьянов — Купец; (премьера — 30 декабря 1950)
- 1951 — «Добрый город» — Кесоу Мирба
- 1951 — «Свадьба Кречинского» А. В. Сухово-Кобылина, Режиссер: В. В. Ванин — Щебнев, купец; (премьера — 9 марта 1951)
- 1952 — «Гоголь» С. И. Алешина, Режиссер: И. М. Туманов — Дергач, помещик
- 1952 — «Старик» М. Горького, Режиссер: Л. Л. Лукьянов — Яков, племянник Харитонова
- 1953 — «Тени» М. Е. Салтыкова-Щедрина, Режиссер: А. Д. Дикий — Савва Семеныч Обтяжнов; (премьера − 29 мая 1953)
- 1953 — «Огни Одессы» И. Крамова и Л. Волынского, Режиссеры: Б. А. Бабочкин и Е. С. Евдокимов — Лепаж, комендор
- 1954 — «Шестьдесят часов» З. М. Аграненко, Режиссеры: З. М. Аграненко и Е. В. Калужский — Гурьев Капитон Иванович, директор МТС
- 1954 — «Искатели счастья» Орлина Василева, Режиссер: А. И. Ремизова — Дамян Николов, болгарский революционер
- 1955 — «Она меняет адрес» Г. Келбакиани, Режиссер: Д. А. Алексидзе — Григол Болквадзе
- 1955 — «Жена» А. М. Борщаговского, Режиссер: И. М. Туманов — Саша Дектярь
- 1956 — «Белый лотос» В. Винникова и Ю. Осноса, Режиссеры: И. М. Туманов и М. Л. Лейн — Санстанака
- 1961 — «Свиные хвостики» Я. Дитла, Режиссер: Б. И. Равенских — Алоиз Нуц
- 1961 — «День рождения Терезы» Г. Д. Мдивани, Режиссер: Б. И. Равенских — Эдуарте Грасио
- 1962 — «Дневник женщины» К. Я. Финна, Режиссер: Н. В. Петров — Порогов Матвей Антонович, Фомин; (премьера − 23 мая 1962)
- 1963 — «Петровка, 38» по Ю. С. Семёнова, Режиссер: Б. И. Равенских — Комиссар милиции
- 1965 — «Поднятая целина» по М. А. Шолохову, Режиссер: Б. И. Равенских — Шалый
- 1965 — «Парусиновый портфель» по М. М. Зощенко, Режиссер: О. Я. Ремез — Тятин; (премьера — 26 декабря 1965)
- 1969 — «Обломов» И. А. Гончарова, Режиссер: О. Я. Ремез — Захар; (премьера − 29 июня 1969)
- 1971 — «Похождения бравого солдата Швейка» Я. Гашека, Режиссер: О. Я. Ремез — трактирщик, генерал; (премьера − 21 мая 1971)
- 1971 — «Легенда о Паганини» Вл. Балашова, Режиссер: Б. Н. Толмазов — Ньекко; (премьера − 25 ноября 1971)
- 1972 — «Человек и джентльмен», Режиссер: О. Я. Ремез — начальник полиции; (премьера − 28 апреля 1972)
- 1972 — «Невольницы» А. Н. Островского, Режиссер: А. Я. Говорухо — Стыров Евдоким Егорыч
- 1973 — «Последние дни» М. А. Булгакова, Режиссер: Б. Н. Толмазов — Салтыков; (премьера — 18 мая 1973)
- 1975 — «Моя любовь на третьем курсе» М. Ф. Шатрова, Режиссер: А. Ю. Хайкин — Сизых Александр Александрович, директор совхоза
- 1975 — «Недоросль» Д. И. Фонвизина, Режиссер: О. Я. Ремез — Тарас Скотинин, брат госпожи Простаковой
- 1975 — «Разбойники» Ф. Шиллера, Режиссер: А. Я. Говорухо — Максимилиан фон Моор, владетельный граф; (премьера − 28 октября 1975)
- 1977 — «Без вины виноватые» А. Н. Островского, Режиссер: Б. Н. Толмазов — Нил Стратоныч Дудукин, богатый барин; (премьера — 13 мая 1977)
- 1977 — «Когда город спит» А. В. Чхаидзе, Режиссер: Л. С. Танюк — Беглар Галдава, начальник милиции
- 1978 — «Римская баня» С. Стратиева, Режиссер: С. Станчев — Гечев
- 1979 — «Ждем человека» Р. Солнцева, Режиссер: Светлана Врагова — Старик;
- 1979 — «Дети солнца» М. Горького, Режиссер: А. Я. Говорухо — Роман;
- 1981 — «Оптимистическая трагедия» В. В. Вишневского, Режиссер: А. Я. Говорухо — Боцман
- 1983 — «Мотивы», Режиссер: Б. А. Морозов — Прон; (премьера — 30 декабря 1983)
- 1984 — «Я − женщина» В. И. Мережко, Режиссер: Б. А. Морозов — Таксист
- 1985 — «Иван и мадонна» А. И. Кудрявцева, Режиссер: Б. А. Морозов — Дудник
- 198? — «Осенняя история» Режиссер: Б. А. Морозов и Н.Скурт — Бокка
- 1988 — «Любовь под вязами» Юджина О’Нила, Режиссер: Марк Леймос — Эфраим Кэббот; (премьера — 23 марта 1988)
- 1995 — «Баловни судьбы», Режиссер: Елена Долгина — Старик; (премьера — 7 сентября 1995)

### Фильмография
- 1957 — Не на своём месте
- 1957 — Ночной патруль — шофёр Бугров
- 1958 — Поэма о море — гусач
- 1960 — Мичман Панин — боцман
- 1963 — Падение Карфагенова (короткометражный) — заседающий
- 1970 — И был вечер, и было утро… — Швач
- 1972 — Бой после победы — Вильде
- 1972 — Карнавал — Небритый
- 1972 — Сибирячка — бригадир Яблоков
- 1973 — Возврата нет — Максим Максимович Пашков
- 1975 — Семья Ивановых — Пётр Ватрушкин
- 1976 — Сибирь (4 серия) — Ефим Власов
- 1977 — Диалог
- 1977 — Странная женщина — юрист завода
- 1978 — Емельян Пугачёв — есаул Яковлев
- 1978 — Шествие золотых зверей — Михаил Михайлович Баринов, подполковник милиции
- 1980 — Диалог с продолжением — Серафим Ефимович, «нужный» человек из райпищеторга
- 1991 — Цензуру к памяти не допускаю — начальник отдела кадров (озвучил И. Ефимов)
- 1992 — Непредвиденные визиты (4-я серия)

#### Фильмы-спектакли
- 1953 — Свадьба Кречинского — купец Щебнев
- 1969 — Оптимистическая трагедия — боцман
- 1969 — Анна Снегина — Прон (поёт М. Шкапцов)
- 1986 — На бойком месте — Жук

### Дубляж
- 1955 — «Бахтияр» — Исмаилов (роль Исмаила Эфендиева)
- 1955 — «Весенние заморозки» — Янис (роль Роберта Мустапса)
- 1956 — «Игнотас вернулся домой» — член ЦК (роль Юозаса Рудзинскаса)
- 1959 — «Король Шумавы» (Чехословакия) — Палечек (роль Мирослава Голуба)
- 1964 — «Фантомас» (Франция, Италия) — Мишель Бертран (роль Жака Динама)
- 1965 — «Фантомас разбушевался» (Франция, Италия) — Мишель Бертран (роль Жака Динама)
- 1965 — «Бей первым, Фреди!» (Дания) — Колик (роль Поула Бундгорда)
- 1966 — «Ресторан господина Септима» (Франция) — президент Новалес (роль Фолько Лулли)
- 1966 — «Встреча с прошлым»
- 1966 — «Большая прогулка» (Франция, Великобритания) — майор Ашбах (роль Бенно Штерценбаха)
- 1967 — «Фантомас против Скотланд-Ярда» (Франция, Италия) — Мишель Бертран (роль Жака Динама)
- 1967 — «След Сокола» (ГДР, СССР) — Грюер Бар (роль Лаврентия Кошадзе)
- 1967 — «Оскар» (Франция) — Шарль, дворецкий в доме Барнье (роль Поля Пребуа)
- 1967 — «Операция „Трест“» — Путилов (роль Павла Панкова)
- 1967 — «Город просыпается рано» — Давид (роль Шалвы Херхеулидзе)
- 1967 — «Большая зелёная долина» — Сосана (роль Давида Абашидзе)
- 1969 — «Кот в сапогах» (Япония, анимационный) — Люцифер
- 1969 — «Кыз Жибек» — Каршига (роль Идриса Ногайбаева)
- 1970 — «Человек-оркестр» (Франция, Италия) — директор гостиницы (роль Поля Пребуа)
- 1972 — «Жизнь испытывает нас» — Меси (роль Эльдениза Зейналова)
- 1972 — «Похищение луны» — Кац Звамбайя (роль Коте Даушвили)
- 1974 — «Зорро» (Италия, Франция) — сержант Гарсиа (роль Мусташа)
- 1974 — «Потоп» (Польша, СССР) — Ян Заглоба (роль Казимежа Вихняжа)
- 1977 — «Картуш» (Франция, Италия) — Саквояж (роль Джесса Хана)

### Озвучивание мультфильмов
- 1956 — Маленький Шего — тигр
- 1961 — Семейная хроника — Свин
- 1965 — Портрет — медведь
- 1966 — Главный Звёздный — боцман
- 1967 — Сказка о золотом петушке — воевода Полкан
- 1967—1970 — Маугли —  медведь Балу
- 1967 — Раз-два, дружно! — Серый волк
- 1968 — Хочу бодаться! — кабан
- 1970 — Обезьяна с острова Саругасима — акула (в титрах не указан)
- 1971 — Три банана — моряк
- 1972 — Коля, Оля и Архимед — Марк Клавдий Марцелл, пожилой римский воин (в титрах не указан)
- 1973 — Детство Ратибора — Ростислав
- 1973 — Новые приключения Золодува — Дэв
- 1978 — Подарок для самого слабого — кабан
- 1980 — Лебеди Непрядвы — Воевода Боброк-Волынец
- 1982 — Сын камня — Тлепш
- 1984 — Медведь — липовая нога — медведь
- 1985 — Сказ о Евпатии Коловрате — кузнец Егор
- 1989 — Пришелец в капусте — медведь

## Награды
- Заслуженный артист РСФСР (7 декабря 1967)
- Орден Отечественной войны II степени (11 марта 1985)
- Медаль «За победу над Германией в Великой Отечественной войне 1941—1945 гг.» (10 сентября 1945)
- Медаль «В ознаменование 100-летия со дня рождения Владимира Ильича Ленина» (1970)
- Медаль «За оборону Москвы» (4 октября 1945)
- Медаль «В память 800-летия Москвы» (1948)
- Медаль «Ветеран труда» (26 февраля 1987)